# The Mindsweep
The Mindsweep es el cuarto álbum de estudio de la banda británica de post-hardcore Enter Shikari, lanzado el 19 de enero de 2015 a través de Ambush Reality, PIAS Recordings y Hopeless Records. Fue grabado en 2014 con el productor Dan Weller.

## Lanzamiento y promoción
El álbum se anunció el 8 de octubre de 2014, junto con una gira europea y británica de apoyo. El 20 de octubre, "The Last Garrison" se reprodujo en Hottest Record de Zane Lowe en BBC Radio 1 y fue el primer sencillo del álbum. El video musical oficial de la canción se subió al canal de YouTube de Hopeless Records el 11 de noviembre. El video fue filmado en un estudio en lo que Reynolds llamó un "anti-escenario": "básicamente un escenario hundido por debajo del nivel del resto de la habitación". Mencionó que todas las partes del coro se hicieron con una "vibra de puesta de sol". Agregó que los relámpagos causaron que la banda se calentara, "y luego hicimos las cosas de la tormenta 'seca', así que estábamos siendo bombardeados por pedazos de poliestireno".
Enter Shikari transmitió la canción "Never Let Go of the Microscope" en su canal de YouTube el 26 de noviembre, y varias semanas después lanzaron el video de "Slipshod", una pista adicional exclusiva de iTunes, el 15 de diciembre a través de los mismos canales. El video es una parodia satírica caricaturizada que muestra a los miembros de la banda cenando en un restaurante y sin estar satisfechos con su comida, según la letra de la canción.
El 19 de diciembre, Enter Shikari anunció una gira norteamericana como cabeza de cartel en apoyo de The Mindsweep con Stray from the Path, I the Mighty, Hundredth (3/23-3/31) y A Lot Like Birds (4/01-4/28 ). Para celebrar el lanzamiento del álbum, la banda abrió una tienda temporal en Camden. El 5 de enero de 2015, se lanzó "Anaesthetist" como segundo sencillo del álbum, acompañado de un video musical. El 12 de enero, el álbum completo se transmitió en línea varios días antes de la fecha de lanzamiento prevista. Más tarde, durante el ciclo de lanzamiento del álbum, "Torn Apart" se lanzó como sencillo promocional el 8 de junio de 2015.

## Lista de canciones
Todas las letras escritas por Roughton "Rou" Reynolds, toda la música compuesta por Enter Shikari. 
| N.º | Título                           | Duración |  |
| 1.  | «The Appeal & the Mindsweep I»   | 4:50     |  |
| 2.  | «The One True Colour»            | 3:53     |  |
| 3.  | «Anaesthetist»                   | 2:55     |  |
| 4.  | «The Last Garrison»              | 3:42     |  |
| 5.  | «Never Let Go of the Microscope» | 4:02     |  |
| 6.  | «Myopia»                         | 4:10     |  |
| 7.  | «Torn Apart»                     | 3:54     |  |
| 8.  | «Interlude»                      | 0:56     |  |
| 9.  | «The Bank of England»            | 3:23     |  |
| 10. | «There's a Price on Your Head»   | 2:49     |  |
| 11. | «Dear Future Historians...»      | 6:28     |  |
| 12. | «The Appeal & the Mindsweep II»  | 3:40     |  |

| iTunes bonus track |            |          |  |
| N.º                | Título     | Duración |  |
| 13.                | «Slipshod» | 2:12     |  |

| Bonus tracks (Edición japonesa) |                        |          |  |
| N.º                             | Título                 | Duración |  |
| 13.                             | «Slipshod»             | 2:12     |  |
| 14.                             | «The Paddington Frisk» | 1:16     |  |
| 15.                             | «Rat Race»             | 3:17     |  |
| 16.                             | «Radiate»              | 4:32     |  |

## Posicionamiento en lista
| Lista                                 | Posición (2015) |
| ------------------------------------- | --------------- |
| Australia (ARIA)                      | 19              |
| Bélgica (Ultratop flamenca)           | 68              |
| Bélgica (Ultratop valona)             | 125             |
| Estados Unidos (Billboard 200)        | 166             |
| US Independent Albums (Billboard)     | 12              |
| Estados Unidos (Top Rock Albums)      | 16              |
| Estados Unidos (Top Hard Rock Albums) | 5               |
| Países Bajos (Album Top 100)          | 26              |
| Reino Unido (UK Albums Chart)         | 6               |
| Reino Unido (UK Independent Albums)   | 1               |
| Reino Unido (UK Rock & Metal Albums)  | 2               |
| Suiza (Schweizer Hitparade)           | 66              |